# Kalulu

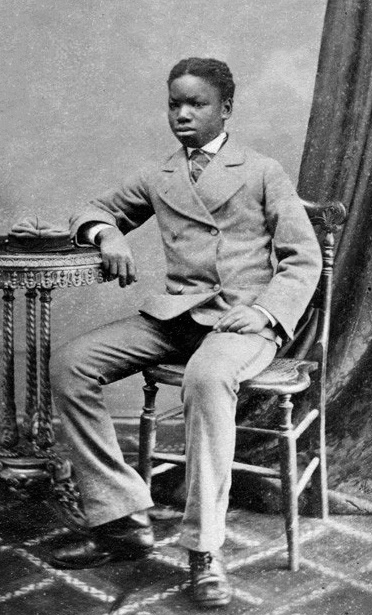
Kalulu im Anzug

Ndugu M’Hali oder Kalulu (* um 1865; † 1877 am Fluss Lualaba im Kongo) war der afrikanische Diener und Adoptivsohn von Henry Morton Stanley. Er starb zwar jung, aber in seinem kurzen Leben besuchte er Europa, Amerika und die Seychellen. Es wurde ihm ein Buch gewidmet, ein Modell in Madame Tussauds und er war bei David Livingstones Beerdigung.

## Biografie
M’Hali wurde in Afrika geboren und Henry Morton Stanleys Günstling, nachdem er ihn in Tabora in Tansania bekommen hatte. M’Hali wurde befreit und von Stanley umbenannt. Sein ursprünglicher Name „Ndugu M’Hali“ bedeutete „Meines Freundes Bruder“. Stanley spielte mit einer Reihe von Namen und entschied sich schließlich für Kalulu. Stanley sagte, es bedeutete „Baby Antilope“, andere Quellen übersetzen es als „Hase“.

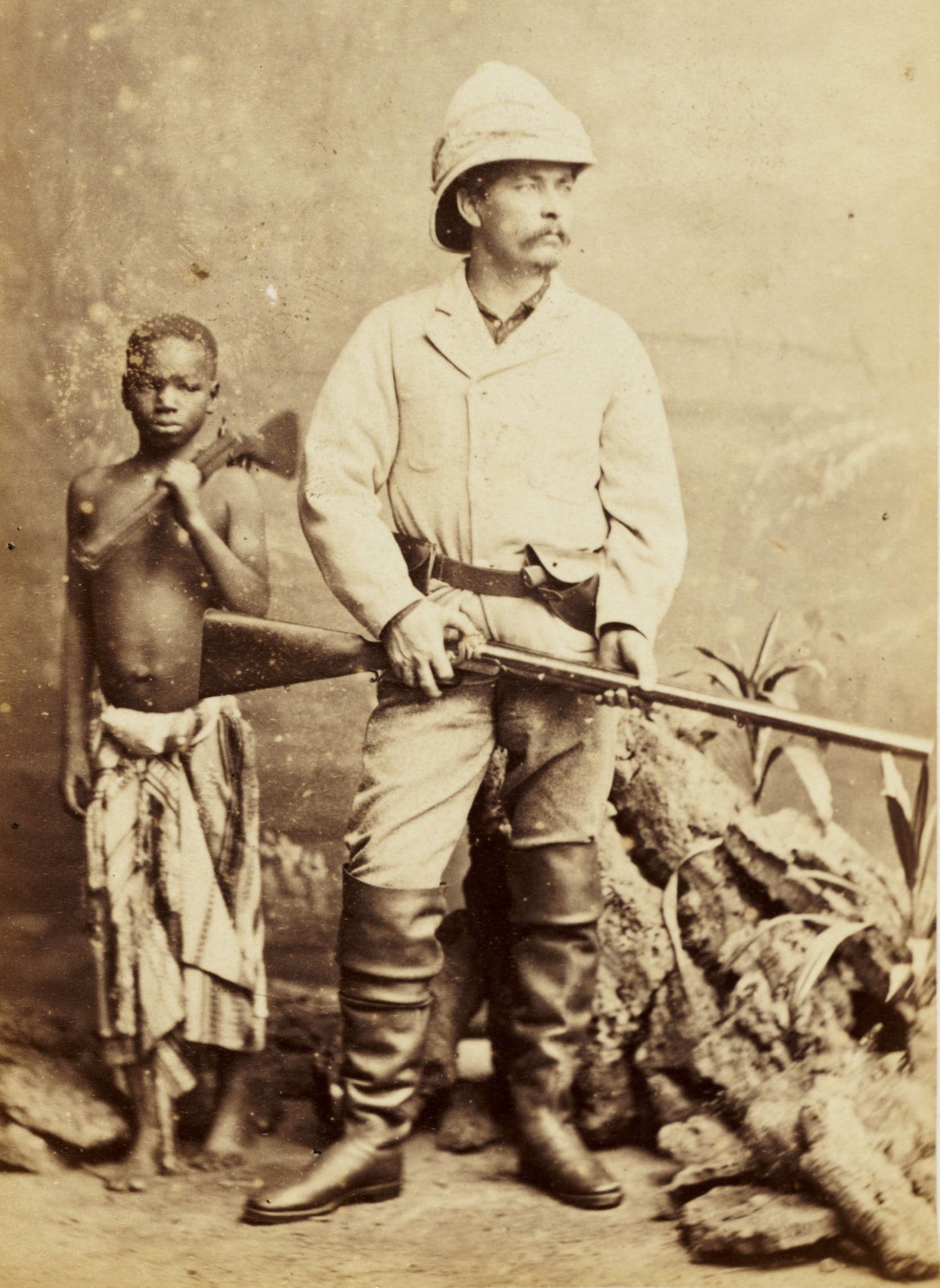
Ein Bild von Kalulu und Stanley

Einige bezeichneten die Beziehung zwischen Stanley und Kalulu als homosexuell, aber dafür gibt es keine sicheren Beweise. Nachdem Stanley Dr. Livingstone gefunden hatte, kehrte er nach England zurück und nahm Kalulu mit. Er war ständiger Begleiter Stanleys, und Stanley zeichnete Kalulus Reaktionen auf neue Dinge auf. Er kommentierte, wie gut es ihm ging nach dem Trinken von Wein und wie aufgeregt er nach dem Probieren von Senf war. Er und andere Fahrgäste im Zug waren amüsiert, wenn Kalulu klagte, dass er Sahne-Eis zu heiß zum Essen fand. Stanley ging auf eine Vortragsreise nach Amerika und nach Paris und Kalulu begleitete ihn. Stanley hatte Visitenkarten machen lassen mit Kalulu im Hintergrund. Außerdem schrieb und veröffentlichte Stanley im Jahre 1873 ein Buch mit dem Titel „Kalulu, Fürst, König und Sklave“. Das Buch wurde als eine homosexuelle Liebesgeschichte gesehen und es beschreibt eine wachsende Freundschaft zwischen einem Charakter namens Kalulu (einem „Apollo“), der älter ist als der reale Kalulu, und einem anderen Junge namens „Selim“ (Stanleys Übersetzer in Afrika wurde Selim genannt).

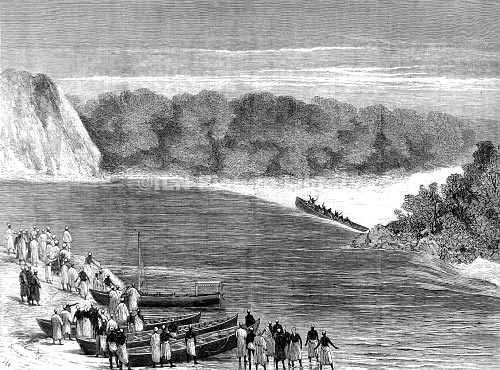
Tod von Kalulu – zeitgenössischer Stich

Kalulu speiste mit Mitgliedern der Gesellschaft und trug westliche Kleidung. Er stand Modell für eine Statue seiner selbst bei Madame Tussauds, und als Dr. Livingstone starb, ging er mit Stanley im Trauerzug.
Stanley wurde zurück nach Afrika geschickt auf eine vom Londoner Daily Telegraph und dem New York Herald unterstützte Mission als „Botschafter der zweier Großmächte.“ Er sollte eine „Armee des Friedens und des Lichts“ mitbringen, und sein Diener Kalulu war Teil davon. Stanley sollte Zentralafrika kartieren und über die Sklavenhändler berichten, Stanley hatte über sie referiert, während er in England war.
M’Hali starb in den Kalulu Falls auf dem Fluss Lualaba, einem Zubringer des Kongo, als eines der Kanus der Expedition über den Wasserfall ging. Er und fünf weitere wurden getötet. Stanley war erschüttert und benannte die Livingstone Falls nach Kalulu um. Im Gegensatz zu vielen anderen Orten, die durch Stanley neue Namen bekamen und nach dessen Tod wieder umbenannt wurden, blieb die Bezeichnung Kalulu Falls erhalten.